# WatsUp TV
WatsUp TV é um canal de televisão de entretenimento 24 horas feito para a comunidade bilingue pan-africana e também transmitido como um programa em vários canais de televisão em toda a África fundado por Abd Traore.
Sua premiação, WatsUp TV Africa Music Video Awards (WAMVA), foi lançada em 29 de setembro de 2016 em Accra, Gana. Em 28 de dezembro de 2016, os vencedores da edição inaugural foram anunciados em uma cerimônia que recebeu atores do setor e a mídia.
O CEO da WatsUp TV, Abd Traore, lançou a revista de música e entretenimento WatsUp Magazine em 14 de março de 2018. Sua primeira edição teve o artista ganense Bisa Kdei como capa.

## História
A marca foi lançada como um programa de TV em 28 de agosto de 2014 no High Gate Hotel em Accra, seguido por uma apresentação pública do freestyler Iya Traore no Marina Mall.
Foi classificado como o 9º programa mais influente nas mídias sociais em Gana em 2014, o 2º programa de TV mais influente nas mídias sociais em Gana em 2015,  e o programa mais influente nas mídias sociais em Gana em 2016.
Em 2018, a WatsUp TV sediou o 66º Concerto Anual do Legon Hall, com apresentação de Mayorkun, e sediou o Le Planet Concert em Burkina Faso, com apresentações de Ghanaian Acts, EL e Eixode e Iba One.
Em 2020, a WatsUp TV lançou o seu canal digital 24 horas em Acra, e foi nomeada para o 10º RTP Awards de Melhor Programa de TV de Entretenimento.